# Верлиока
Верлио́ка (укр. Вирлоок) — восточнославянская народная сказка об одноглазом существе, предположительно мифологического происхождения. В сборнике Афанасьева имеет номер 301. По системе классификации сказочных сюжетов Aарне — Томпсона это номер 210*.

## Сюжет
По типичному сюжету сказки Верлиока (иногда его заменяют на медведя) убивает старуху и двух её внучек, а старик, селезень, рак, веревочка и жёлудь наказывают его за убийство.
Характерная особенность сюжета: борьба против Верлиоки идет не через силу, а благодаря хитрости.

## Варианты сюжета
Согласно примечанию А. Н. Афанасьева, сказка была записана Николаем Тихорским в «южной России». Русских вариантов — 3, украинских — 7, белорусских — 1. По мнению составителей примечаний Л. Г. Барага и Н. В. Новикова, типичная для украинских сказок концовка «Вот вам сказка, а мне бубликов вязка» и украинская форма обращения деда к селезню — «А вы, добродею, знаете Верлиоку?», вероятно, связаны с тем обстоятельством, что сказка записана на Украине или в недалекой от нее местности.

## Интерпретации образа Верлиоки
Верлиока, согласно описанию, «ростом высокий, об одном глазе, нос крючком, борода клочком, усы в пол-аршина, на голове щетина, на одной ноге — в деревянном сапоге, костылем подпирается, сам страшно ухмыляется». Выступает в качестве разрушителя и убийцы.
Филолог О. А. Черепанова интерпретирует Верлиоку как сохранившийся в сказочном сюжете древний образ мирового зла.

## Этимология имени
На украинском есть слово «вирлоокий, пучеглазый» — так это слово записал Н. В. Гоголь в свой «Лексикон Малороссийский». Имя персонажа имеет соответствия в других языках: в сербском слове врљоока «тот, кто с поврежденным глазом», в белорусском вірлавокi — «пучеглазый, у кого глаза навыкате», в русском диалектном смоленском верлиока «сказочное одноглазое существо. Борода космачком, зубы торчком», верлиокий — «косой, „поворачивающий во все стороны глазами“». Было сделано предположение, что речь идет о праславянском сложении *vьrl- «вертеть» + *oko «глаз».

## Образ в культуре
- В 1957 году студией Союзмультфильм по мотивам сказки о Верлиоке был снят мультфильм «Верлиока».
- Верлиока упоминается в сказке В. А. Бахревского «Солдат Орешек».
- В повести Вениамина Каверина «Верлиока» (1981) Верлиока является истинным именем главного злого персонажа, но сам образ в остальном имеет мало общего с фольклорным.
- «Jabberwocky» Л. Кэрролла в переводе 1924 года Т. Л. Щепкиной-Куперник назван Верлиокой[6].
- Один из персонажей книги «Лекарь сказочных душ» Евгения Чеширко.